# Centralia, Iowa
Centralia là một thành phố thuộc quận Dubuque, tiểu bang Iowa, Hoa Kỳ. Năm 2010, dân số của thành phố này là 134 người.

## Dân số
Dân số qua các năm:
- Năm 2000: 101 người.
- Năm 2010: 134 người.